# Oscar Noronha Filho
Oscar Noronha Filho (Caxambu, 9 de janeiro de 1916 — Rio de Janeiro, abril de 2015) foi um advogado e político brasileiro. Elegeu-se suplente de deputado pelo PTB representando o estado da Guanabara (pela coligação "Aliança Socialista Trabalhista" formada pelo PTB e PSB). Após a cassação de Leonel Brizola, tornou-se deputado federal por uma legislatura. Migrou para o MDB com o bipartidarismo, e, após o fim deste, voltou para o PTB.
Oscar foi um dos fundadores do PMN, partido que influenciou escrevendo a Carta de São João del-Rei. Foi presidente do PMN até 2014.